# Такацуки
Такацу́ки (яп. 高槻市 Такацуки-си) — центральный город Японии в префектуре Осака.

## География
Город Такацуки расположен на юго-западе острова Хонсю, севернее города Осака и юго-западнее Киото. Административно входит в префектуру Осака региона Кинки.
Такацуки граничит с городами Сетцу, Хираката, Ибараки, Симамото (все — префектура Осака), а также с Киото, Камеока (префектура Киото).
Статус города Такацуки получил 1 января 1943 года.

## Персоналии
Такацуки — родной город выдающегося японского фигуриста Нобунари Оды.

## Города-побратимы
- Чанчжоу
- Манила

## Галерея

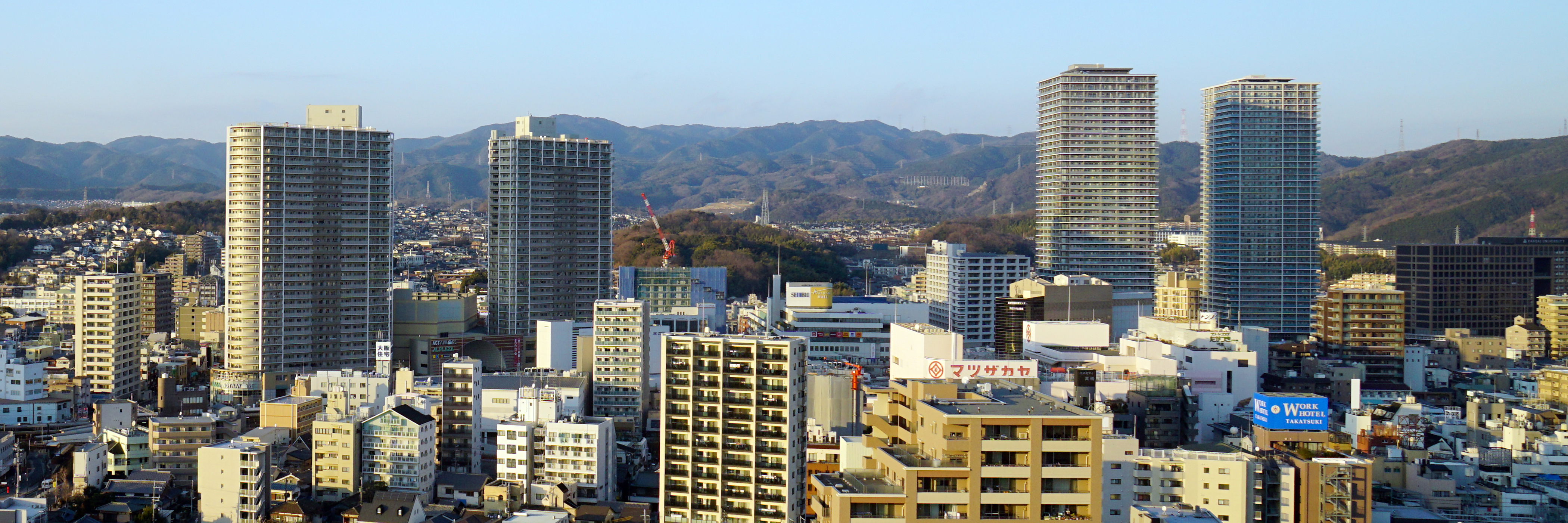
Центр города Такацуки

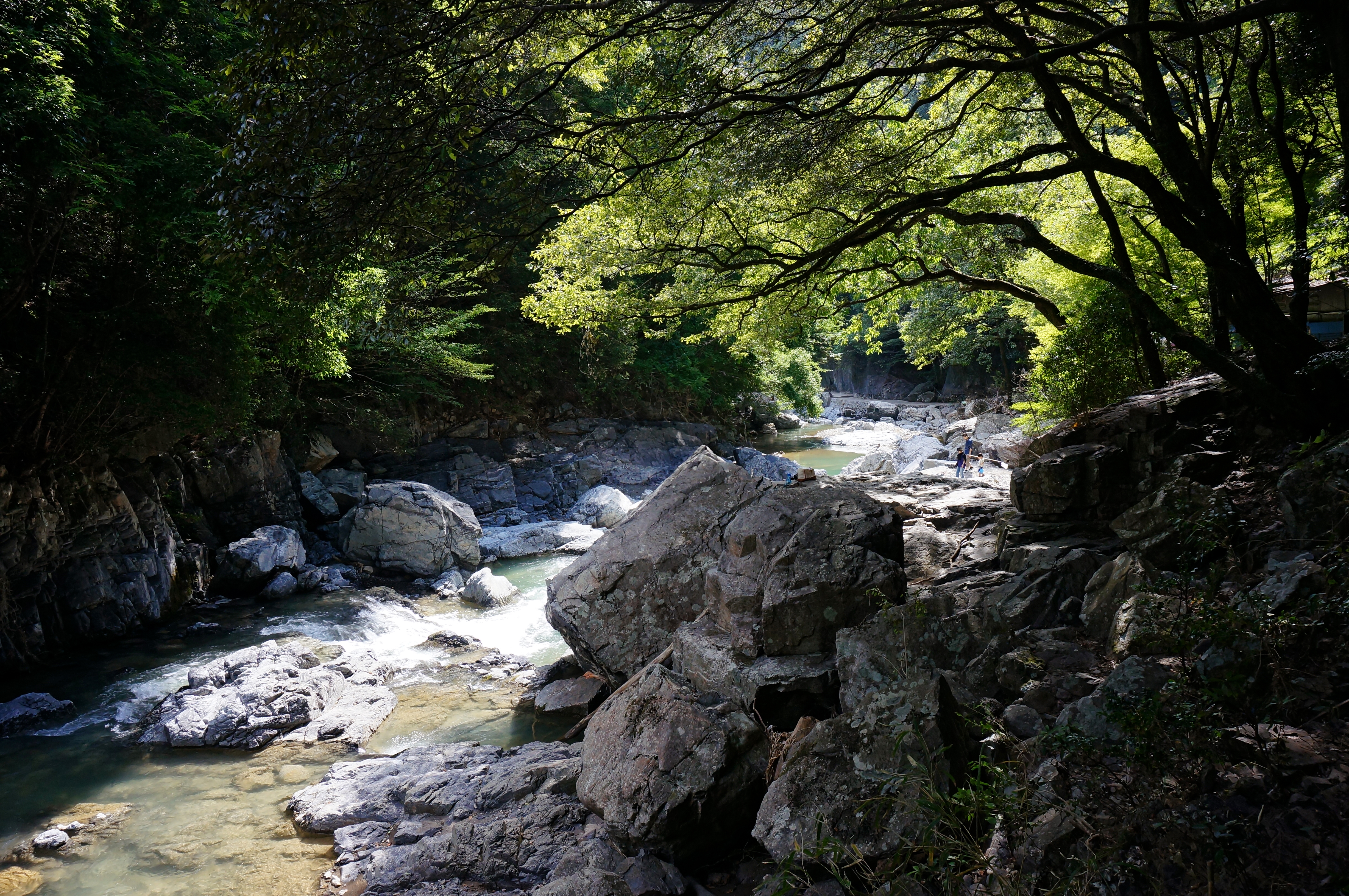
Природный парк Сетцу-кё
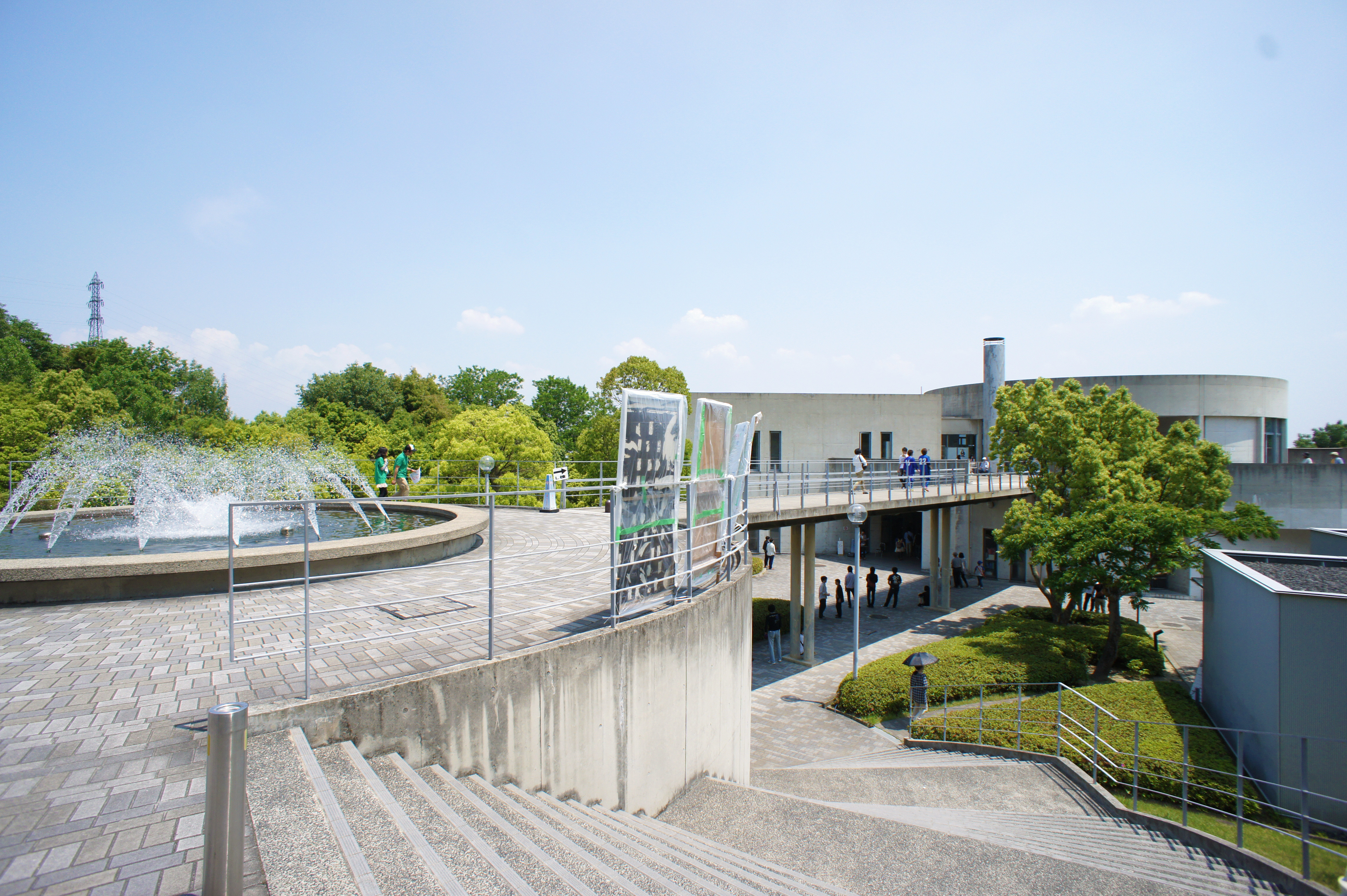
Кампус в городе Такацуки университета Кансай
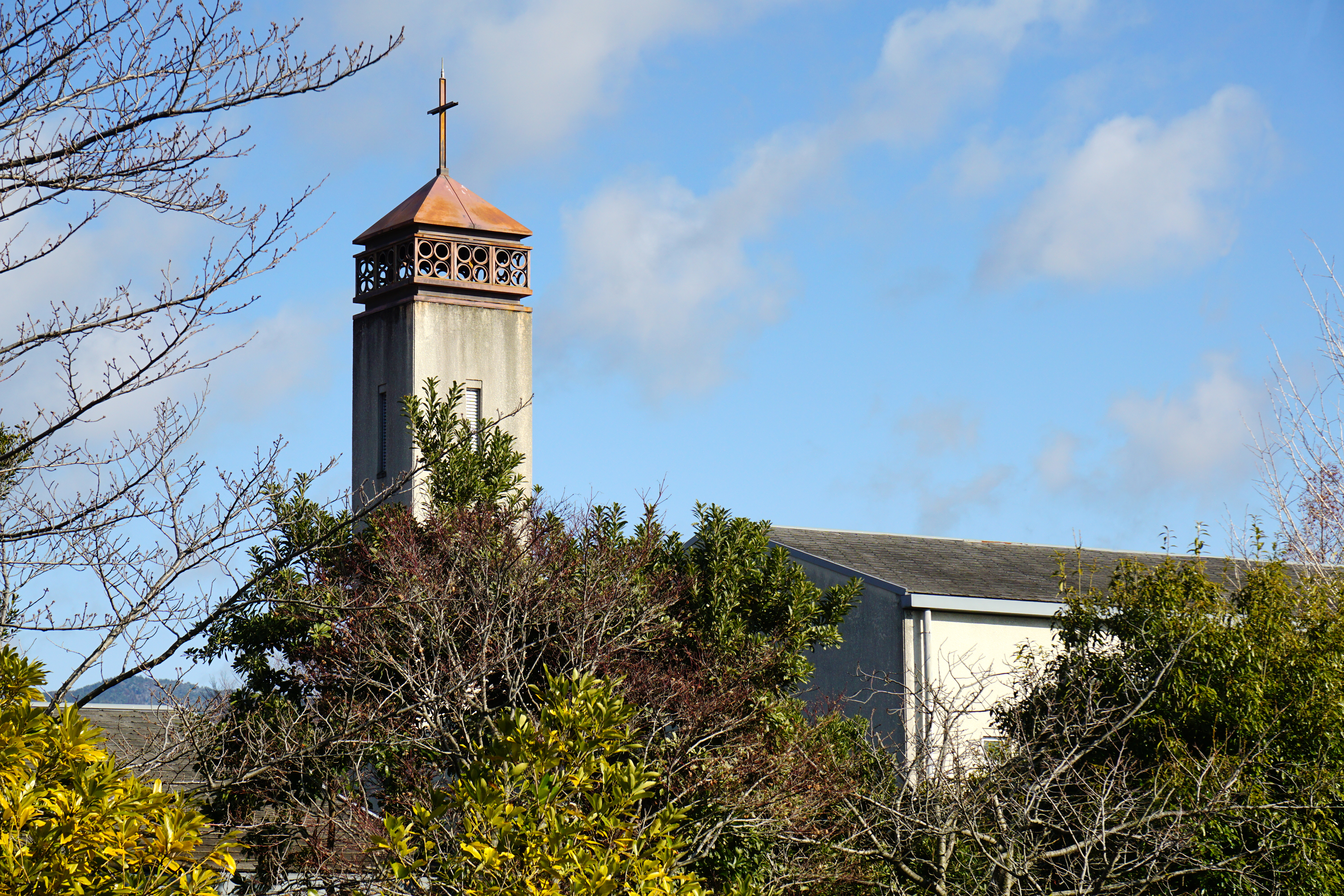
Кампус в городе Такацуки университета Хэйан Джогакуин
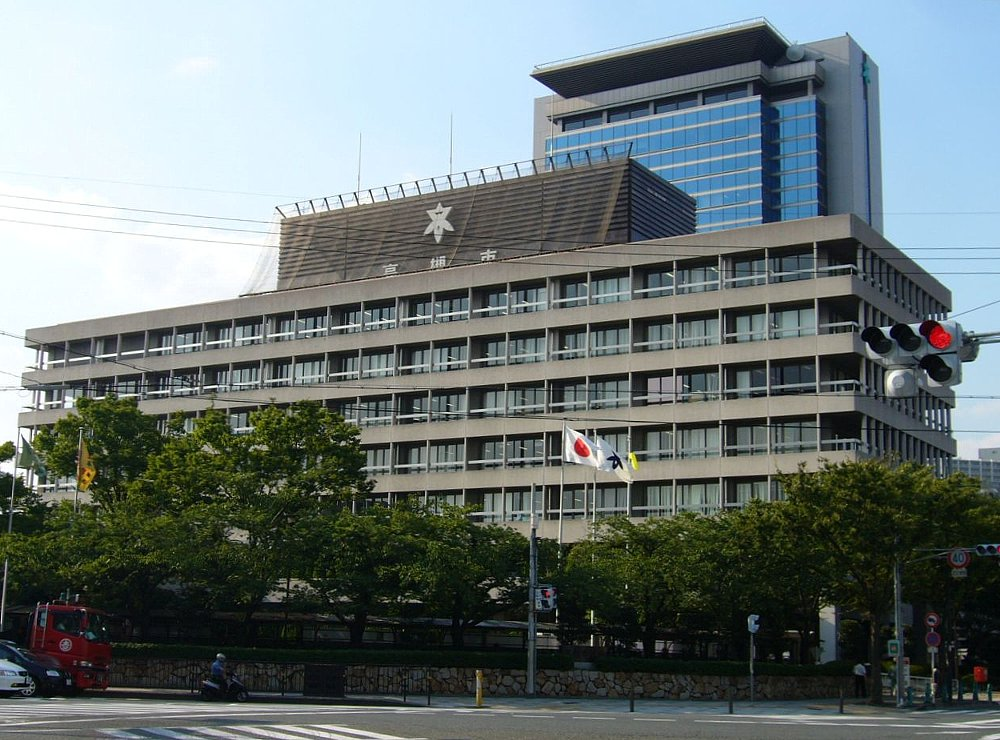
Мэрия города Такацуки